# 塞维尼亚克-梅拉克
塞维尼亚克-梅拉克（法語：Sévignacq-Meyracq，法語發音：[seviɲak meʁak]）是法国大西洋比利牛斯省的一个市镇，位于该省东部偏南，属于奥洛龙-圣玛丽区。

## 地理
塞维尼亚克-梅拉克（43°6'48"N, 0°24'43"W）面积14.81 平方千米，位于法国新阿基坦大区大西洋比利牛斯省，该省份为法国东南部省份，涵盖了贝阿恩与北巴斯克，西临大西洋比斯開灣，北至朗德省，东北接热尔省，东临上比利牛斯省，南与西班牙接壤。
与塞维尼亚克-梅拉克接壤的市镇（或旧市镇、城区）包括：阿吕迪、贝斯卡特、博斯达罗斯、上博斯达罗斯、卢维瑞宗、利斯、雷贝纳克、圣科洛姆。
塞维尼亚克-梅拉克的时区为UTC+01:00、UTC+02:00（夏令时）。

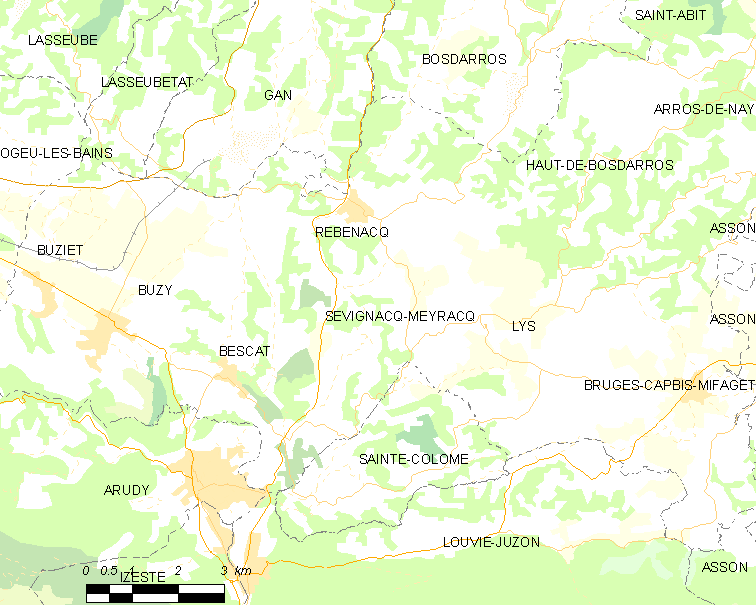
塞维尼亚克-梅拉克的OSM定位图

## 行政
塞维尼亚克-梅拉克的邮政编码为64260，INSEE市镇编码为64522。

## 政治
塞维尼亚克-梅拉克所属的省级选区为奥洛龙-圣玛丽第二县。

## 人口

1962-2008年间塞维尼亚克-梅拉克人口变化图示

塞维尼亚克-梅拉克于2022年1月1日时的人口数量为573人。